# Dno doliny

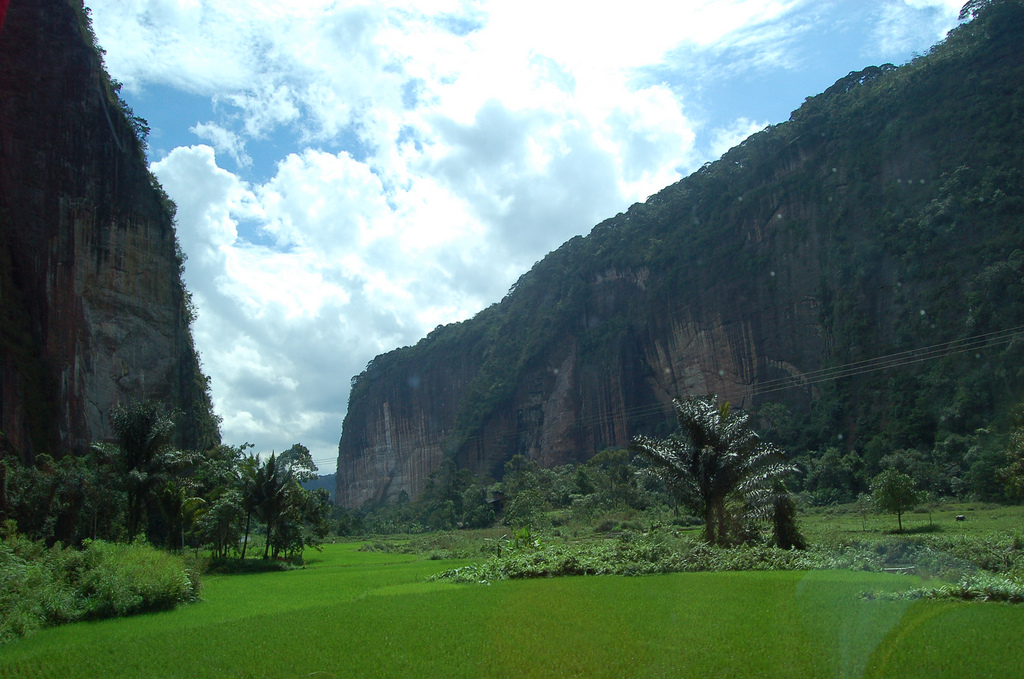
Dno doliny Harau (Sumatra Zachodnia)

Dno doliny – spłaszczenie terenu w najniższym punkcie pomiędzy zboczami doliny, wziętym z poprzecznego przekroju tej doliny.